# Cerro Artigas
34°24′S 55°12′V / 34.4°S 55.2°V
Cerro Artigas er en bakke på 280 m.o.h. umiddelbart nordøst for byen Minas i departementet Lavalleja, Uruguay.
Bakken er navngivet efter den uruguayanske nationalhelt José Gervasio Artigas. På bakketoppen er der en rytterstatue af Artigas. Statuen, som er lavet af billedhuggeren Setillo Belloni, blev indviet 19. oktober 1974 og var ved indvielsen verdens største rytterstatue.
Statuen er 10 meter høj og 9 meter bred. Den er lavet af armeret beton og vejer 135 tons. Der blev før konstruktionen lavet skitser til statuen af Setillo Belloni og hans far, billedhuggeren José Belloni.